# Статас, Яннис
Яннис Статас (греч. Γιάννης Σταθάς 1758, Дуниста Этолия и Акарнания — 1812, Амфилохия) — греческий арматол, революционер и пират конца XVIII — начала XIX веков.

## Семья
Яннис Статас родился в области Валтос Этолии и Акарнании. Его отец, известный под именем Геродимос Статас (Геродимос — старик Димос) был главой известного клана арматолов региона.
Когда Яннису было 8 лет, его отец вместе с другими военачальниками был вовлечён в 1766 году российским офицером и агентом греческого происхождения Георгием Папазолисом, в военные действия против турок. Русско-турецкая война 1768—1774 завершилась подписанием Кючук-Кайнарджийского договора, который греческий историк А. Вакалопулос называет «настоящим подвигом российской дипломатии», поскольку он давал право России вмешиваться во внутренние дела Османской империи.
Несмотря на призывы Папазолиса Россия, обеспечив свои интересы, фактически оставила греков на османский произвол. Пелопоннесское восстание было подавлено. Печальный результат «национальной перипетии» 1770 года потряс души греков, поколебал их ориентацию на Россию. Военачальники принявшие участие в восстании, были разочарованы в России и обвинили Папазолиса в авантюризме. Это рискованное предприятие, организованное в значительной степени по инициативе Папазолиса, было отвлекающими военными действиями в русско-турецкой войне, оплаченными греческой кровью и стало объектом используемым русской дипломатией, но с другой стороны было плохо подготовленным, с спорадическими выступлениями в греческих землях, без связи и координации.
Греческий историк Д. Фотиадис писал, что у восстания не было объективных предпосылок для успеха, что русско-греческие силы были малы, без плана и организации, но несмотря на это считает восстание рубежом для последующих событий, вплоть до Греческой революции 1821 года.
Геродимос Статас с успехом отразил последовавшие карательные операции турок. Заключив перемирие с турками, он разделил арматолики гор Аграфа, Валтоса, региона городов Карпениси и Ипати с кланами Букуваласа, Каракицоса и Кондоянниса.

## Революционная деятельность Янниса Статаса
В 1804 году, Яннис Статас сформировал отряд и отправился на помощь сербам, восставшим против османского господства.
В преддверии новой русско-турецкой войны, Статас и несколько других арматолов региона Олимпа, провозгласили восстание против султана. Российский император Александр I обещал им помощь, но помощь не поступила. Под давлением больших османских сил, Статас и другие греческие военачальники перебрались на эгейские острова Северные Спорады.
Один из будущих вождей Греческой революции 1821 года, Теодорос Колокотронис, встретился с Статасом в 1807 году на острове Скиатос.

## Чёрная эскадра
На Северных Спорадах сухопутные военачальники создали флотилию в 70 кораблей и разбили её на 10 эскадр. Яннис Статас был назван адмиралом этого флота. Военачальник Никоцарас стал его заместителем. Корабли флота несли флаг, который после революции 1821 года стал греческим национальным флагом. Корпуса и паруса всех 70 кораблей были покрашены в чёрный цвет, в силу чего она получила имя «Чёрная эскадра»:A-373.
Поскольку в тот период не была объявлена никакая война и они не служили ни одному государству, действия флота Статаса были охарактеризованы не каперством, а пиратством.
В 1807 году флот Статаса терроризировал коммерческие суда в северной части Эгейского моря, преследовал корабли османского флота, совершал налёты на побережье и блокировал крупные порты Фессалии. Македонии и Малой Азии:Δ-306. За 10 месяцев господства Статаса на море, македонская столица, город Фессалоники, понесла большие потери, поскольку «пираты» захватывали большинство судов входящих в порт или выходящих из порта.
После 10 месяцев активной деятельности, тяжёлая зима и нехватка боеприпасов вынудили Статаса распустить свой флот.

## Смерть
Статас вернулся в Валтос. После этого о нём мало что известно. Предполагается, что он был убит турками в городе Амфилохия в 1812 году.
В сегодняшней Греции именем этого революционера и пирата названо его родное село Дуниста, ныне село Статас.